# قحطی در روسیه (۱۶۰۳–۱۶۰۱)

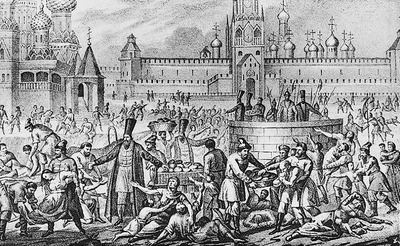
قحطی بزرگ ۱۶۰۱ (حکاکی اثر در قرن ۱۹ انجام شده‌است.)

قحطی در روسیه (۱۶۰۳-۱۶۰۱) بدترین قحطی به وجود آمده در تاریخ روسیه می‌باشد. این قحطی بر زندگی مردم اثری مستقیم گذاشت و در زمان مشکلات روسیه، زمانی که کشور به لحاظ سیاسی آشفته بود و بعد از مدتی توسط دولت مشترک‌المنافع لهستان به روسیه حمله شد، ۲ میلیون نفر کشته‌شدند. مرگ و میر بسیاری از مردم منجر به اختلال‌های اجتماعی و سقوط حکومت بوریس گودونف شد که به عنوان تزار در دوران فترت انتخاب شده‌بود. در زمان قحطی زمستان‌های بسیار سرد آتشفشانی که مانع رشد زراعات می‌شدند، به ثبت رسید؛ که در سال ۲۰۰۸ زمین شناسان آن را به فوران آتشفشان هوآیناپوتینا در پرو ربط دادند.